# Cleopas Dlamini
Cleopas Sipho Dlamini (26 dicembre 1952) è un dirigente d'azienda e politico swati, che è stato primo ministro dell'eSwatini dal 19 luglio 2021 al 28 settembre 2023.
Ha sostituito Themba Nhlanganiso Masuku. Prima di essere nominato primo ministro, Cleopas era amministratore delegato del Fondo per le pensioni pubbliche dello Stato. Fu anche membro del Senato dell'eSwatini.

## Biografia
Il 16 luglio 2021, a seguito di gravi disordini politici e sociali contro la monarchia, in una sibaya tenutasi al Palazzo Reale di Ludzidzini, a circa 20 chilometri dal sud di Mbabane, il re Mswati III annunciò la nomina di Cleopas Dlamini in qualità di prossimo primo ministro. Il neo primo ministro ha pertanto prestato giuramento il 19 luglio 2021 alla famiglia reale e allo Stato. Ha presieduto la sua prima riunione di gabinetto la mattina del 20 luglio 2021. Nell'ottobre 2021, lui e il ministro dell'Istruzione Lady Howard Mabuza hanno condannato le proteste studentesche antimonarchiche e pro-democrazia che hanno portato alla chiusura delle scuole. Il 28 settembre 2023, viene sollevato dalle sue funzioni dal re, che nomina al suo posto Mgwagwa Gamedze come primo ministro ad interim.